# Denys Zabłudowski
Denys Borysowycz Zabłudowski (ukr. Денис Борисович Заблудовський; ur. 20 marca 1980 w Kijowie) – ukraiński hokeista, reprezentant Ukrainy.

## Kariera
- Sokił 2 Kijów (1998-1999)
- Kryżynka Kijów (1999-2000)
- HK Kijów (2000/2001)
- Sokił Kijów (2000-2001)
- Politechnyk Kijów (2001-2003)
- HK Kijów (2002-2003)
- Sokił Kijów (2003-2004)
- HK Brześć (2004-2005)
- CSA Steaua Bukareszt (2004-2006)
- HC Csíkszereda (2008-2009)
- CSA Steaua Bukareszt (2009-2010)
- Arystan Temyrtau (2010-2011)
- Kompańjon Kijów (2011-2014)
- CSA Steaua Bukareszt (2014-2016)
- ASC Corona 2010 Braszów (2016-2018)
- CSM Dunărea Galați (2018-)

Zawodnik klubów rosyjskich i rumuńskich. Podjął także występy w ukraińskiej lidze amatorskiej. W sezonie 2014/2015 w drużynie Steaua Bukareszt występowali wraz z nim rodacy, m.in. Pawło Borysenko, Rusłan Swyrydow. Od lipca 2016 zawodnik. Po sezonie 2017/2018 odszedł z klubu.
Brał udział w turnieju zimowej uniwersjady edycji 2003. Uczestniczył w turniejach mistrzostw świata w 2012, 2015 (Dywizja I).

## Sukcesy
Klubowe
- Srebrny medal mistrzostw Ukrainy: 2004 z HK Kijów, 2013 z Kompańjonem Kijów
- Złoty medal mistrzostw Rumunii: 2005, 2006 ze Steauą Bukareszt, 2017 z ASC Corona 2010 Braszów
- Srebrny medal mistrzostw Rumunii: 2010, 2015 ze Steauą Bukareszt
- Złoty medal MOL Ligi: 2009 z HC Csíkszereda
- Złoty medal mistrzostw Ukrainy: 2014 z Kompańjonem Kijów
- Srebrny medal mistrzostw Rumunii: 2018 z ASC Corona 2010 Braszów

Indywidualne
- Ekstraliga rumuńska w hokeju na lodzie (2014/2015):
  - Trzecie miejsce w klasyfikacji strzelców rundy zasadniczej: 30 goli[5]
  - Piąte miejsce w klasyfikacji asystentów rundy zasadniczej: 23 asysty[6]
  - Drugie miejsce w klasyfikacji kanadyjskiej rundy zasadniczej: 53 punkty[7]
  - Pierwsze miejsce w klasyfikacji strzelców sezonu: 46 goli
  - Pierwsze miejsce w klasyfikacji asystentów sezonu: 37 asyst
  - Pierwsze miejsce w klasyfikacji kanadyjskiej sezonu: 83 punkty
- Ekstraliga rumuńska w hokeju na lodzie (2015/2016):
  - Pierwsze miejsce w klasyfikacji strzelców sezonu: 40 goli